# Rustichello de Pisa

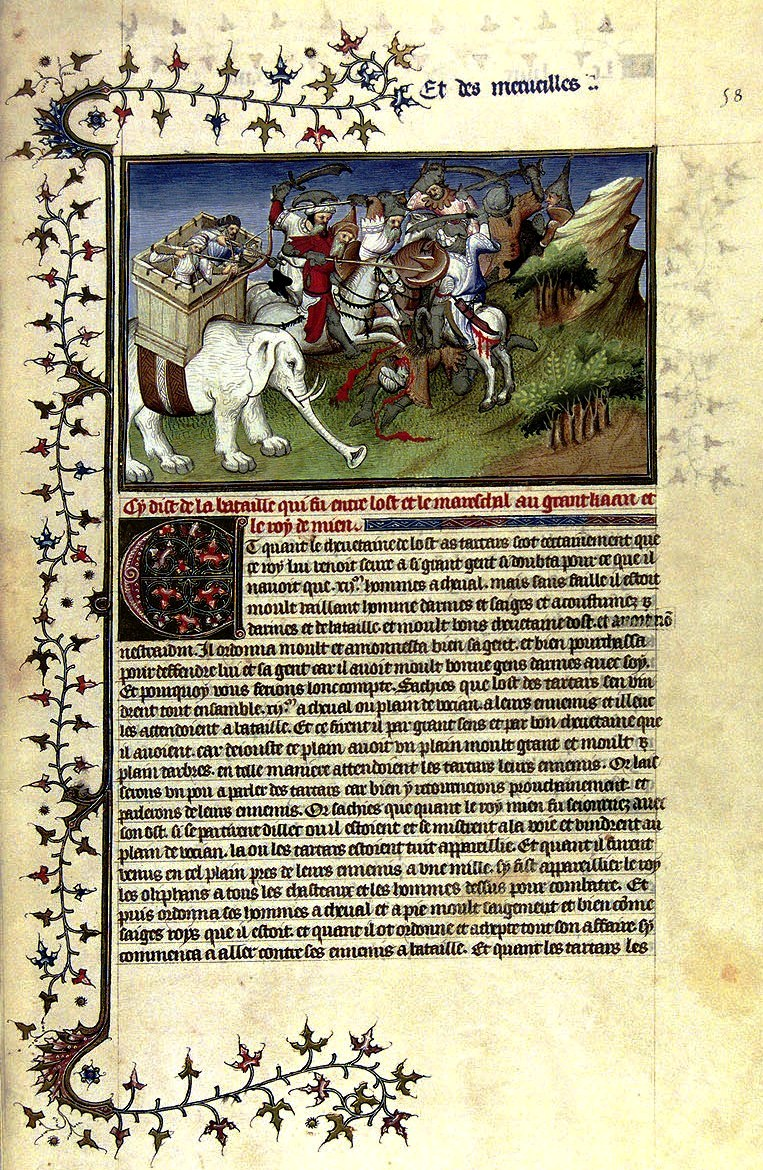
Fragment il·lustrat del llibre els viatges de Marco Polo.

Rustichello o Rusticiano de Pisa (o da Pisa), va ser un escriptor de Pisa que va ser empresonat amb Marco Polo al voltant de l'any 1298 durant la guerra entre Venècia i Gènova, dues ciutats italianes rivals; d'acord amb la tradició, a la batalla de Curzola. Durant aquest temps, Marco Polo va anar dictant el relat dels seus viatges a Rustichello, qui el va escriure en llengua provençal. Junts, van publicar-ho en el llibre, Il Milione (El milió), més conegut en català com Els viatges de Marco Polo.
Anteriorment, Rustichello havia escrit una obra en francès coneguda com el Roman de Roi Artus (El romanç del rei Artús), o simplement Compilació, un llibre basat en un que posseïa Eduard I d'Anglaterra, que va travessar Itàlia en el seu camí cap a la Vuitena Croada el 1272, i a qui Rustichello va servir durant molts anys. La compilació era una interpolació de Palamedes, una obra en prosa, ara fragmentària, sobre el cavaller musulmà Palamedes en l'època del rei Artús i la història dels cavallers de la Taula Rodona. Es va dividir més endavant en dues seccions, nomenades segons els seus protagonistes del principi, Meliadus (pare de Tristany) i Guiron li Courtois; aquests van continuar sent populars durant segles, amb una enorme influència en obres posteriors escrites en francès, castellà, italià i, fins i tot, grec.